# Moritz Moszkowski
Moritz Moszkowki (n. 23 august 1854, Breslau, Regatul Prusiei – d. 4 martie 1925, Paris, Franța) a fost un pianist și compozitor german - evreu. Fratele său, Alexander Moszkowski a fost un faimos scriitor satirist în Berlin.
El aparține școlii Schumann. Ignacy Paderewski a spus: ”După Frederic Chopin, Moszkowski înțelege cel mai bine cum să scrie pentru pian, iar scrierile sale includ toată gama tehnică de la pian”. Deși este mai puțin cunoscut astăzi, el era foartea apreciat și faimos în timpul secolului al 19-lea.

## Viața și cariera
El s-a născut la Breslau, Prusia (astăzi orașul polonez Wrocław) într-o familie bogată de evrei a cărui părinți au venit la Breslau de la Pilica, din apropiere de Zawiercie, în 1854. El era un evreu înflăcărat în vremea în care mulți se lepădau de asta. El și-a arătat talentul de la o vârstă fragedă, începând studiul pianului acasă, până în 1865, când familia sa s-a mutat la Dresda. Acolo și-a continuat studiile muzicale. S-a mutat la Berlin în 1869 pentru a studia pianul cu Eduard Franck, compoziție cu Friedrich Kiel, apoi, schimbând școala, a studiat pianul cu Richard Wüerst și orchestrație cu Heinrich Dorn. Mai târziu a acceptat propunerea de a preda la academia de muzică. De asemenea el era și un bun violonist, cântând chiar și în orchestră la vioară.
În 1873 și-a făcut prima apariție apreciată ca pianist, iar curând a început turnee prin orașele din împrejurimi pentru a căpăta experiență. Peste doi ani cânta deja concertul la pian pentru două piane compus chiar de el împreună cu Franz Liszt, la un dineu unde a fost invitat de Liszt însuși.
Ca profesor la conservatorul din Berlin a îndrumat numeroși elevi care aveau să devină pianiști celebri. Mai apoi, a pornit într-un turneu prin Europa unde avea trecere fiind recunoscut ca un briliant compozitor și pianist, dar și ca dirijor. În 1884 s-a căsătorit cu sora mai mică a pianistei și compozitoarei Cécile Chaminade, cu care a avut un băiat și o fiică. Pe la mijlocul anilor '80 a început să sufere de o problemă neurologică care cu timpul l-a împiedicat să mai cânte la fel la pian, el dedicându-se mai mult compoziției, predării și dirijării. În 1887 a fost invitat la Londra unde a avut ocazia de a prezenta numeroase dintre compozițiile sale. Acolo a fost premiat cu titlul de onoare ca membru al Filarmonicii Regale. Trei ani mai târziu soția îl părăsește pentru poetul Ludwig Fulda, divorțul survenind peste alți doi ani.
În 1897, om bogat și faimos, se mută la Paris, unde a trăit pe rue Blanche împreună cu a doua sa soție și fiica lui. În Paris era adeseori căutat ca profesor, iar el era mereu încântat să ajute tinerele talente. Printre alții, el a fost profesorul lui Josef Hofmann. Vara închiria o vilă în apropiere de Montigny deținută de poetul și romancierul francez Henri Murger. El era de asemenea foarte căutat de fabricile de pian din Statele Unite pentru reprezentații, dar în ciuda sumelor mari de bani care i se ofereau, acesta refuza mereu.
În 1908, acesta a început să devină mai sihastru, iar starea sa de sănătate se deteriorase. Popularitatea sa a început să pălească, iar cariera a intrat într-un declin. Mai apoi nu a mai luat elevi la compoziție deoarece ”aceștia doreau să scrie lucrări ca nebuni precum Scriabin, Schonberg, Debussy, Satie...”
Ultimii ani și i-a petrecut în sărăcie după ce a vândut toate drepturile de autor pentru datorii și obligațiuni pe timpul războiului. Doi dintre foștii săi elevi, Josef Hofmann și Bernhard Pollack au venit în sprijinul său. Cu ajutorul celui de al doilea, aranjamentele la pian ale lui Moszkowski au ajuns la Leipzig fiind recompensat cu 10.000 de franci. La data de 21 decembrie 1921, când era bolnav și în datorii, admiratori de ai săi au organizat un concert cu nu mai puțin de 15 piane. Astfel s-au strâns în jur de 13.000  de dolari, iar lui Moszkowski aveau sa îi revină 1.250 de dolari pe an, pentru restul vieții sale. Oricum, boala a persistat, iar la data de 4 martie 1925 a murit de cancer la stomac. Cu banii care ar fi trebuit să îi revină s-au plătit funerariile, iar restul au ajuns la soție și la fiica acestuia.

## Munca
În ciuda compozițiilor sale foarte echilibrate, care au adus doar cuvinte de la laudă de la criticii din Europa, muzica sa a fost descrisă și ca fiind ”lipsită de masculinitate”. El a excelat în toate genurile muzicale din repertoriul pianistic, dar interpretarea propriilor compoziții era cea mai admirată. Muzica de cameră a sa a devenit repede o modă, însă și lucrările interpretate pe șcenă erau apreciate de asemenea.

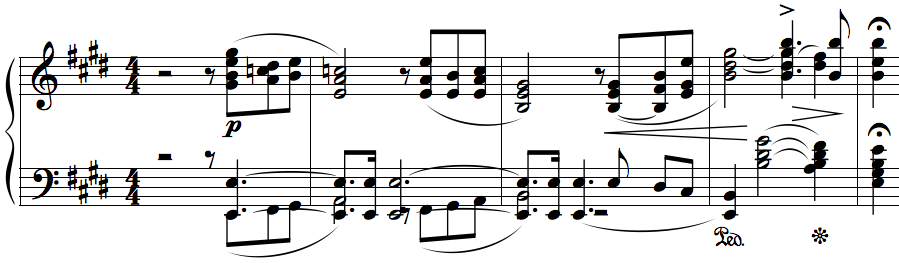
Începutul orchestral din concertul său pentru pian

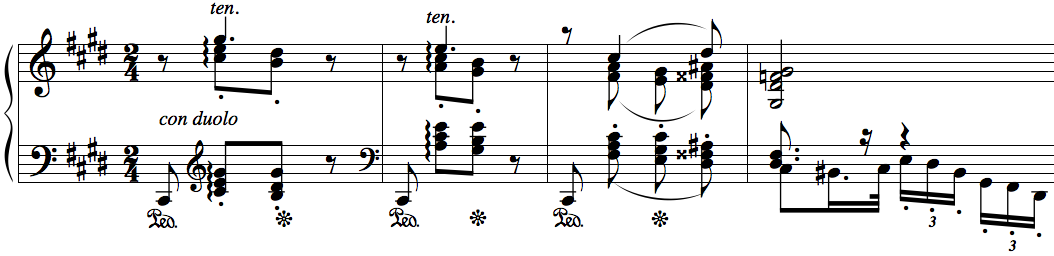
În partea a doua, pianul cântă variațiuni pe melodie

Moszkowski era un tip modest. Îi plăcea să trăiască retras, cu toate că nimeni nu ar fi putut fi mai generos când venea vorba de sprijinirea unui tânăr, sau ajutând un artist neapreciat să ajungă pe drumul succesului. El era un compozitor prolific, compunând peste 200 de piese pentru pian, care i-au adus repede aprecierea publicului, de remarcat ar fi Dansul Spaniol op.12 pentru două piane.
Una dintre primele sale compoziții, Serenade op.15, a devenit faimoasă în toată lumea. Astăzi probabil este cel mai bine cunoscut datorită Studiilor op.72, care au fost interpretate de pianiști precum Vladimir Horowitz și Marc-André Hamelin. Multe dintre piesele sale, de scurtă durată dar strălucitoare sunt interpretate la finale de concerte.
De asemenea a scris piese de lungă durată, cum ar fi Concert pentru pian în Mi major op.59 (1898), un Concert pentru vioară în Do major op.30, trei suite pentru orchestră și un poem simfonic, Ioana d'Arc op.18. Opera sa Boabdil der letzte Maurenkönig op.49, pe tema istorică a capturării Granadei a fost premiată la Berlin în 1892, iar câțiva ani mai târziu a fost jucată în orașe precum Praga sau New York. Un lucrul mai puțin știut este că a compus și muzică pentru balet, lucrările sale fiind foarte cunoscute pentru câțiva ani. A scris un balet în trei acte, Laurin, în 1896.

## Citate
Odată Moritz Moszkowski a scris pe o carte împreună cu un autograf, carte care înainte a aprținut marelui dirijor, pianist și compozitor german  Hans von Bülow, care scrisese "Bach, Beethoven, Brahms: Tous les autres sont des crétins" (Toți ceilalți sunt cretini). Când a văzut asta, Moszkowski a adăugat sub: "Mendelssohn, Meyerbeer, Moszkowski: Tous les autres sont des chrétiens" (Toți ceilalți sunt creștini).
Când a fost întrebat de o autobiografie de compozitorul Ernst Perabo, acesta a răspuns într-o scrisoare: "Aș fi bucuros să îți trimit concertul meu la pian, dar nu o voi face din două motive: în primul rând este lipsit de valoare, iar în al doilea rând, având în vedere că partitura are în jur de 400 de pagini, mă ajut de ea să îmi fac scaunul de la pian mai înalt atunci când studiez lucrări mai bune."

## Înregistrări
Ilana Vered a înregistrat toate studiile scrise de Moritz Moszkowski în 1970. Seta Tanyel a înregistrat 3 volume cu lucrări ale lui Moszkowski pentru Hyberion Records.
Concertul pentru pian în Mi major a fost înregistrat prima oară de Michael Ponti, iar mai recent de Piers Lane. Suita pentru două viori în Sol major op.71 a fost înregistrată de Itzhak Perlman și Pinchas Zukerman.

## Completări
- 1. Moszkowski a fost profesor la coservatorul din Berlin timp de 25 de ani.
- 2. În 1906, și-a pierdut fiica de 17 ani, în timp ce fiul său era în Armata Franceză
- 3. Naționalitatea sa era și este contestată. Unii îl cataloghează drept german, alții evreu, alții polonez.
- 4. Moszkowski a avut o importantă influență asupra lui Paderewski.
- 5. În primele sale lucrări se simte influența unor compozitori precum Chopin, Schumann sau Mendelssohn.